# Piercia stevensi
Piercia stevensi là một loài bướm đêm trong họ Geometridae.